# Бакалдінська сільська рада
Бака́лдінське сільська рада (рос. Бакалдинский сельский совет) — муніципальне утворення у складі Архангельського району Башкортостану, Росія. Адміністративний центр — село Бакалдінське.

## Населення
Населення — 1685 осіб (2019, 1867 в 2010, 2018 в 2002).

## Склад
До складу поселення входять такі населені пункти:
| Населений пункт         | Населення, осіб (2002) | Населення, осіб (2010) |
| ----------------------- | ---------------------- | ---------------------- |
| Бакалдінське, село      | 670                    | 621                    |
| Басіновка, присілок     | 152                    | 133                    |
| Кізги, присілок         | 196                    | 168                    |
| Кургаш, присілок        | 127                    | 113                    |
| Петропавловка, присілок | -                      | 14                     |
| Родинський, присілок    | 70                     | 81                     |
| Терекли, присілок       | 577                    | 520                    |
| Усакли, присілок        | 226                    | 217                    |